# Черепин (Білоцерківський район)
Чере́пин — село в Україні, у Тетіївській міській громаді Білоцерківського району Київської області. Розташоване на обох берегах річки Костянка (притока Молочної) за 11 км на північний схід від міста Тетіїв. Населення становить 518 осіб (станом на 1 липня 2021 р.).

## Історія
Існує легенда, що назва села пішла від роду заняття перших жителів, які займалися виготовленням черепяного посуду. Село стали називати Черепиченці, а згодом Черепин.
22 вересня 2013 року митрополит Переяслав-Хмельницький та Білоцерківський Епіфаній звершив освячення новозбудованого храму Різдва Пресвятої Богородиці.

## Відомі люди
- Вержбович Леонтій Петрович — старшина батареї 4-ї Київської дивізії Армії УНР, Герой Другого Зимового походу
- Недашківська Наталія Валеріївна (* 1987) — українська біатлоністка, чемпіонка юнацьких спортивних ігор, майстер спорту з біатлону.

## Місцеві роди
- Савицькі.

## Галерея

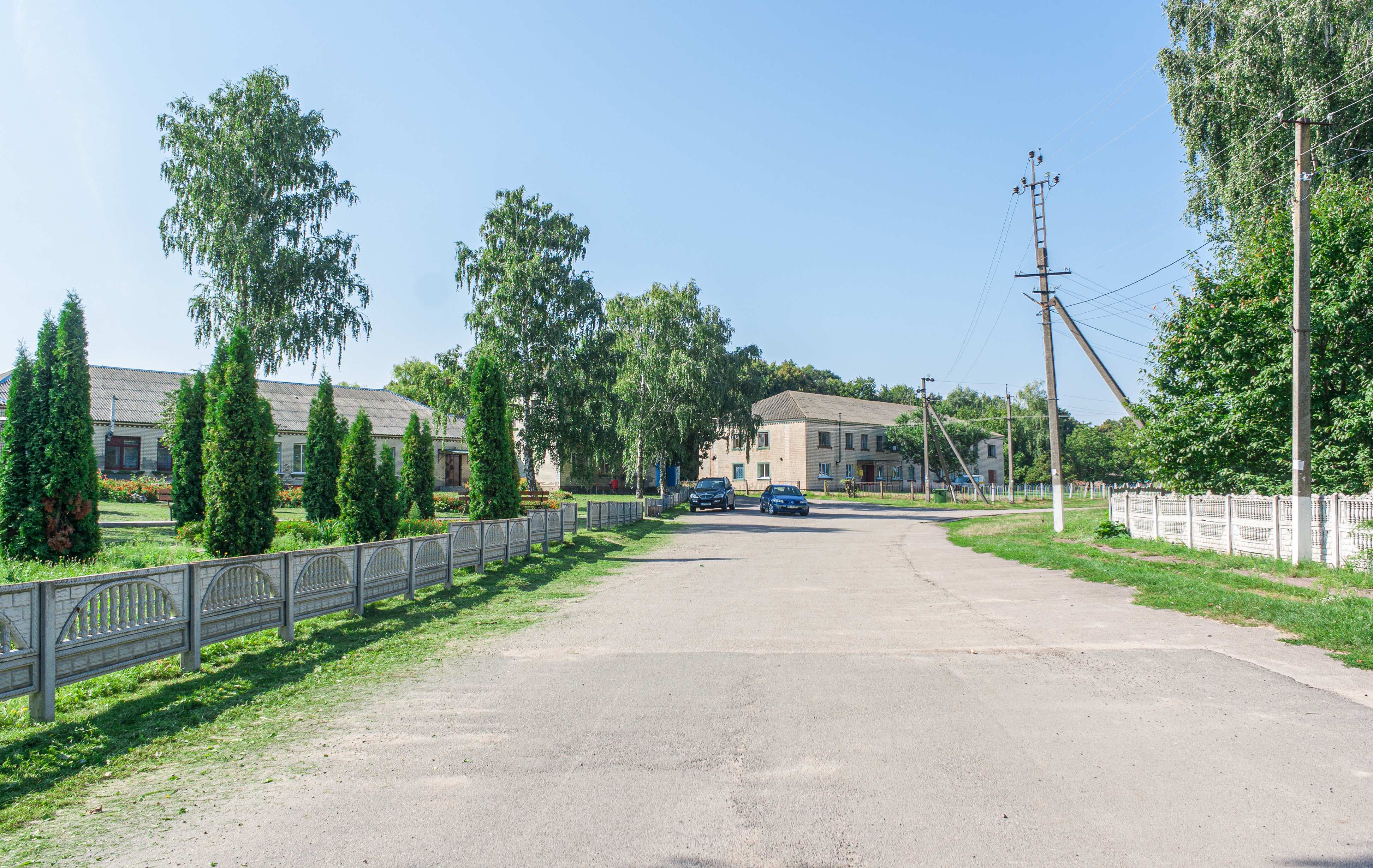
Центр села
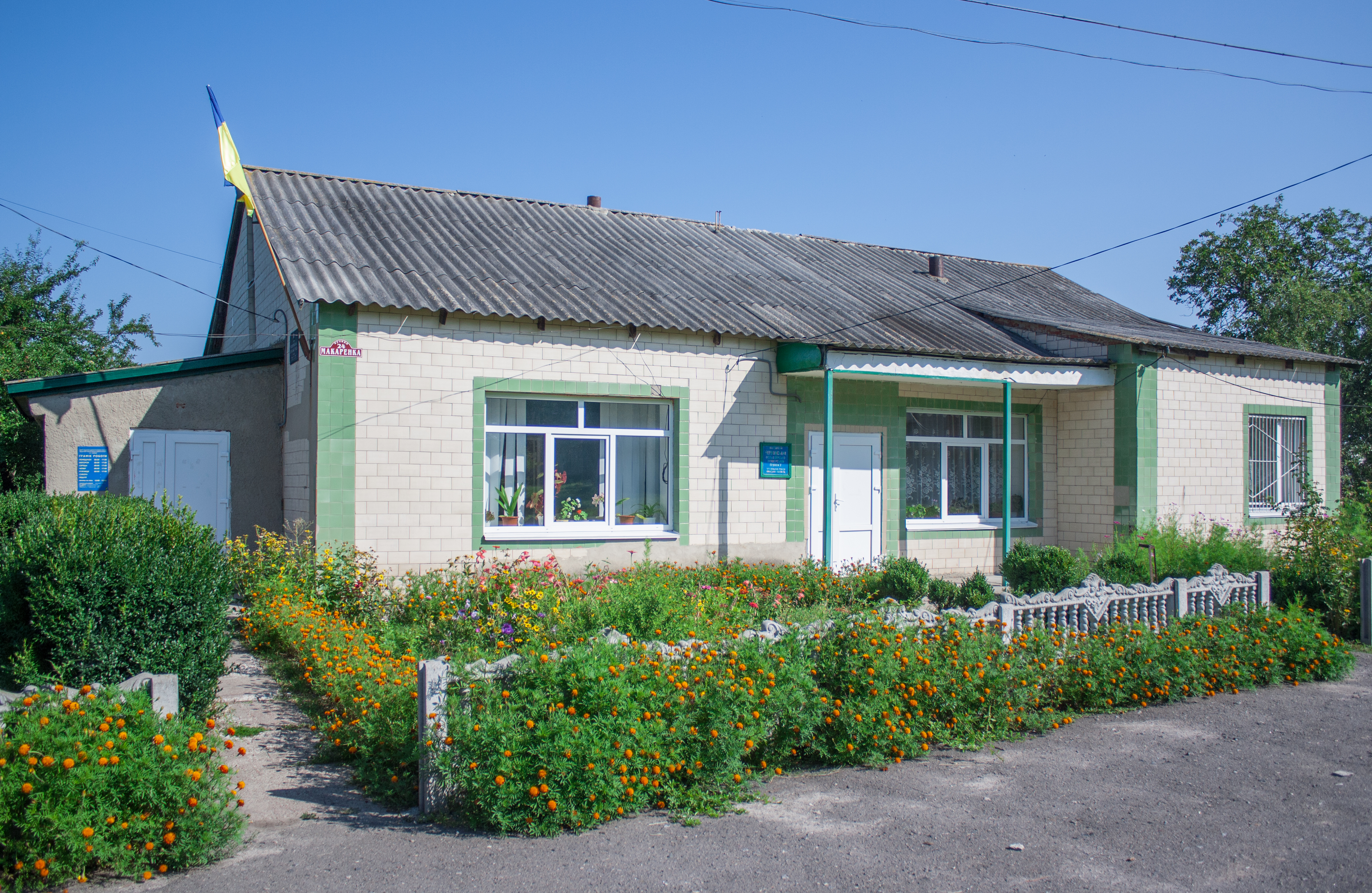
Сільська рада і ФАП
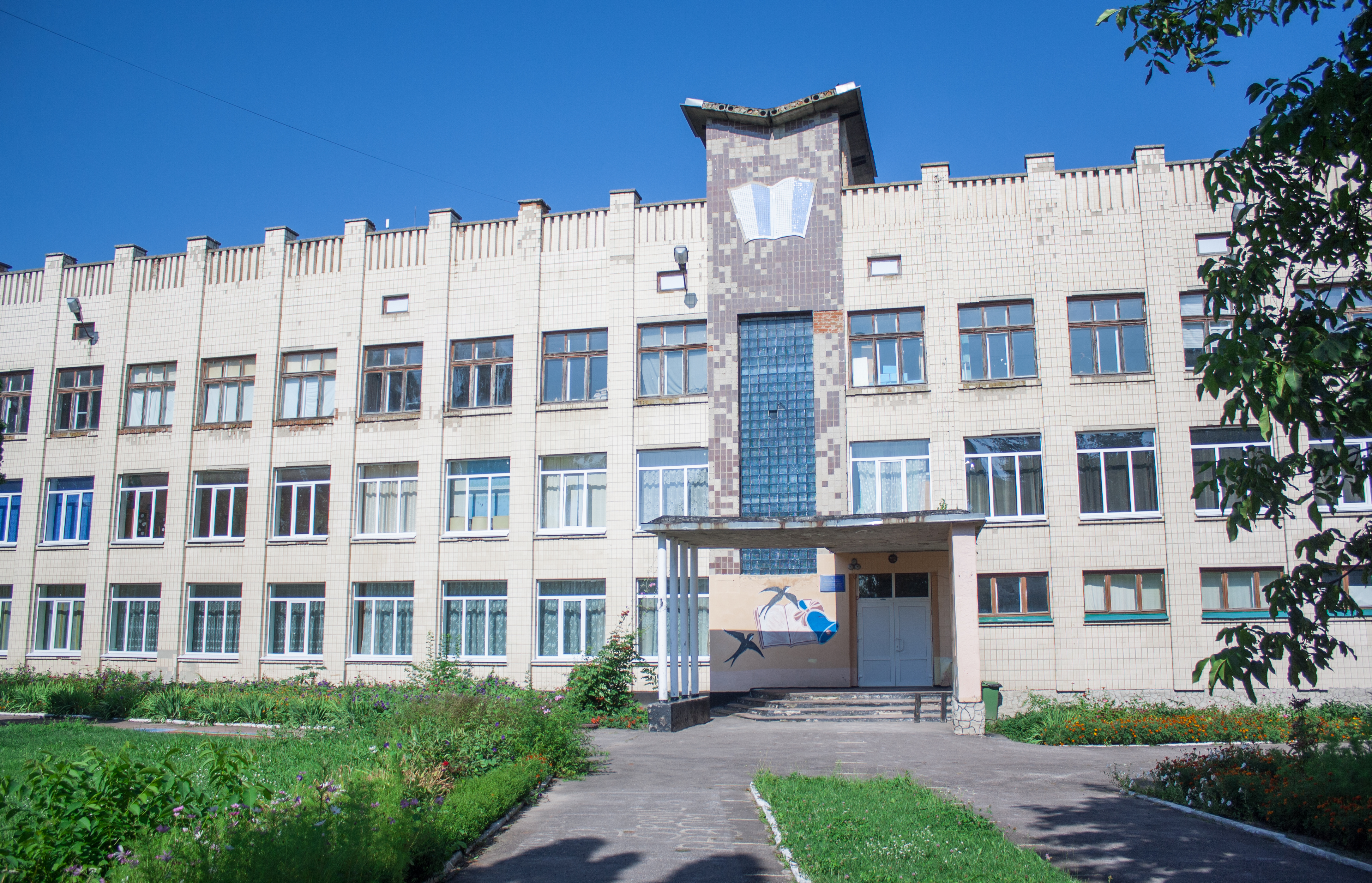
Школа
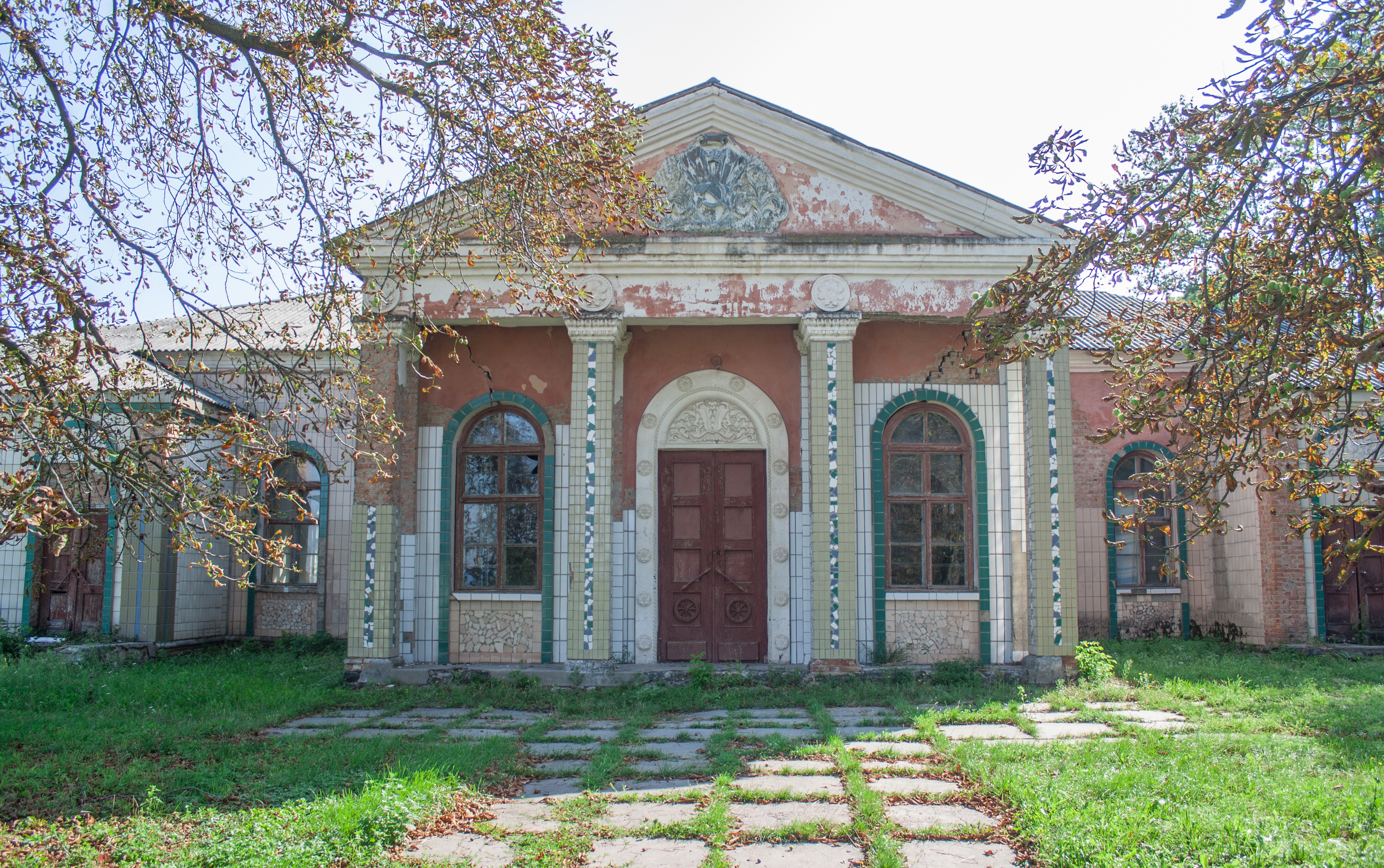
Будинок культури
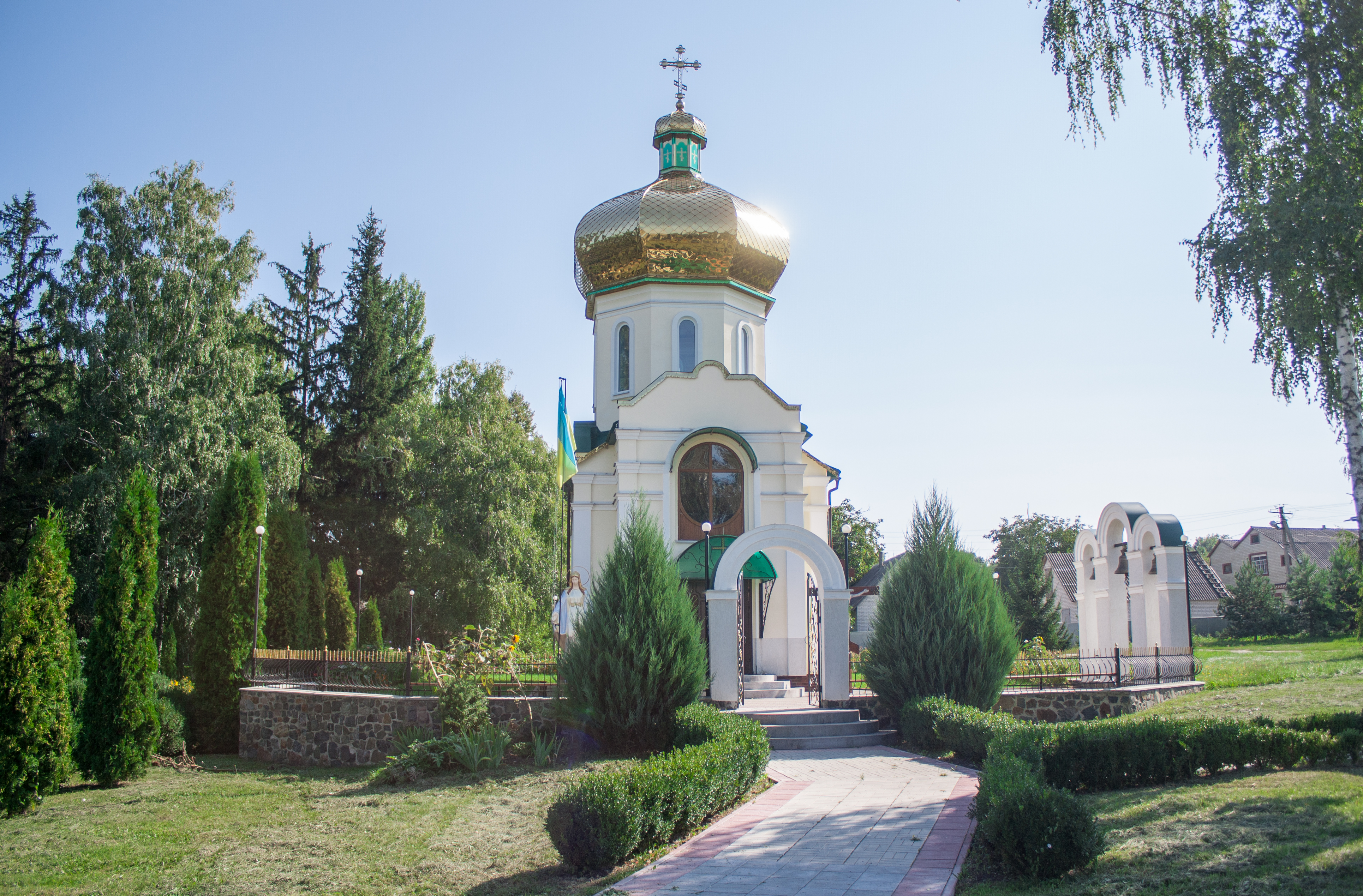
Церква
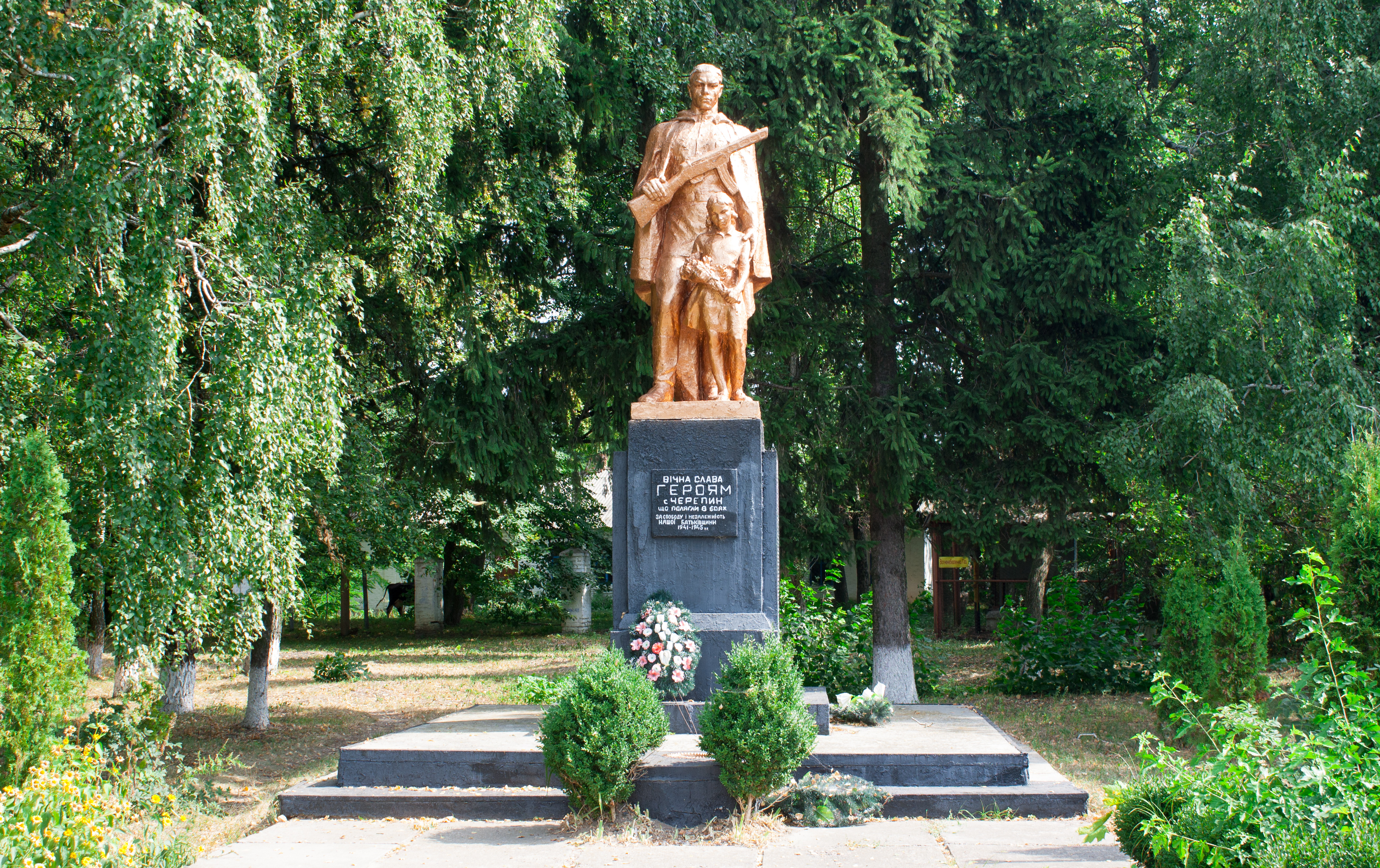
Пам'ятник воїнам-односельцям